# Kovács Tamás (jogász)
Kovács Tamás (Nagykónyi, 1940. december 13. – 2020. április 26.) magyar jogász, legfőbb ügyész (2006–2010), legfőbb ügyészségi főtanácsos, címzetes főiskolai docens, igazgatói szakmai főtanácsadó, hadijogi szakértő.

## Életpálya
1963-ban a Pécsi Tudományegyetem Állam- és Jogtudományi Karán szerzett jogi diplomát cum laude minősítéssel. 1963–1965 között a Kalocsai Városi Tanácsnál dolgozott, 1965-ben került a hadsereg hivatásos állományába, ekkor a Szegedi Katonai Ügyészségen volt mint fogalmazó. 1968-ban nevezték ki katonai ügyésszé a Szegedi Katonai Ügyészségnél. 1973-ban Dél-Vietnámban a Nemzetközi Ellenőrző és Felügyelő Bizottság Magyar Tagozatának tagja. 1983-ban a Katonai Főügyészségen főügyészségi ügyész. 1986-ban a Budapesti Katonai Ügyészség vezetője lett. 1988-ban ezredesi rangot kapott. 1989-ben a Katonai Főügyészségen főosztályvezető ügyész tisztséget érdemelt ki. 1990-ben lett a legfőbb ügyész helyettese, ekkor katonai főügyész és vezérőrnagy.
Kovács Tamás katonai főügyészként széles körű nemzetközi kapcsolatokat épített ki, és először az úgynevezett visegrádi országok, majd az USA és a többi NATO-tagország és néhány tengerentúli ország katonai igazságszolgáltatásáról szerzett tapasztalatokat. 1994-ben altábornagy rangba került. 1998-ban a köztársasági elnök a Magyar Köztársasági Érdemrend középkeresztjével tüntette ki. Az aktív ügyészek közül elsőként nyerte el 2001-ben az Ügyészek Országos Egyesülete által alapított Finkey-díjat. 2006-tól legfőbb ügyész, 2010. december 13-tól nyugállományú legfőbb ügyész. 2012. szeptember 1-től az Országos Kriminológiai Intézetnél igazgatói szakmai főtanácsadó és legfőbb ügyészségi főtanácsos.

## Családja
Nős, 3 gyermeke és 11 unokája van.

## Kitüntetések
- 1973: Szolgálati Érdemrend (Nemzetközi Ellenőrző és Felügyelő Bizottság)
- 1973: Ügyészség Kiváló Dolgozója (Magyar Köztársaság Ügyészsége)
- 1998: A Magyar Köztársasági Érdemrend középkeresztje
- 2001: Finkey Ferenc Díj (Ügyészek Országos Egyesülete)
- 2001: Kozma Sándor Díj (Magyar Köztársaság Ügyészsége)
- 2002: Lengyel Köztársaság Nemzetvédelmi Minisztérium Emlékérme
- 2002: Brazil Szövetségi Köztársaság Katonai Főállamügyészsége Érdemrendjének Nagykeresztje
- 2003: Hunyadi János-díj (Magyar Köztársaság honvédelmi minisztere)
- 2005: USA Elnöki Érdemrend – ’The Legion of Merit’
- 2006: Deák Ferenc Emlékérem (a legmagasabb jogi méltóságokból álló bizottság által adományozott igazságügyi elismerés)
- 2010: Szalay László Emlékérem (Magyar Jogászegylet)
- 2010: „Pro Facultate” Érdemérem (Pécsi Tudományegyetem)
- 2014: „A jog szolgálatában” Kitüntető Cím (Magyar Ügyvédi Kamara Elnöksége)

## Egyéb elismerések
- 1990: az USA Szárazföldi Haderő Fellebbezési Bírósága tiszteletbeli tagja
- 1990: az USA Katonai Fellebbviteli Bírósága tiszteletbeli tagja
- 1995: Ohio Állam Nemzeti Gárdája tiszteletbeli ezredese
- 1997: az USA Szárazföldi Haderő Katonai Jogi Szolgálatának (JAG) – első külföldi – tiszteletbeli tagja

## Társadalmi tisztségek
- Magyar Jogászegylet volt alelnöke (2002–2010)
- Magyar Katonai Jogi és Hadijogi Társaság tiszteletbeli elnöke
- Nemzetközi Katonai Jogi és Hadijogi Társaság Igazgatótanács tagja
- Állami Jogi Szakvizsgabizottság tagja
- a volt Rendőrtiszti Főiskola Társadalmi Tanács tagja (címzetes főiskolai docens)

## Oktatói tevékenység
- Pécsi Tudományegyetem Állam- és Jogtudományi Kar meghívott előadója (katonai büntetőjog)

## Videók
- https://www.youtube.com/watch?v=-51ixTxD3Xw Napkelte – 2008. január 12. – Dr. Kovács Tamás
- https://www.youtube.com/watch?v=nxa5uR0rebQ Kossuth Rádió 180 perc c. műsor – Dr. Kovács Tamás
- https://www.youtube.com/watch?v=vq0xnhjnXMw Arcképek – Kalocsa TV – Dr.Kovács Tamás
- https://www.youtube.com/watch?v=vcJ26QErgp8 Dr. Kovács Tamás díszpolgáravatása Nagykónyiban